# Фонтенбло (округ)
Фонтенбло (фр. Fontainebleau) — округ (фр. Arrondissement) во Франции, один из округов в регионе Иль-де-Франс (регион). Департамент округа — Сена и Марна. Супрефектура — Фонтенбло.
Население округа на 2006 год составляло 147 507 человек. Плотность населения составляет 120 чел./км². Площадь округа составляет всего 1227 км².